# Serchio
De Serchio is een rivier in de Italiaanse regio Toscane.
Met zijn lengte van 111 km is het de derde rivier van Toscane, na de Arno en de Ombrone.
De rivier doorkruist de regio Garfagnana van noord naar zuid en stroomt langs de plaatsen Barga, Bagni di Lucca en Lucca om uit te monden in de Ligurische Zee.
- Gemeinsame Normdatei: 4398658-4
- Nationale Bibliotheek van Tsjechië: ge535400